# Marknadsliberalism
Marknadsliberalism eller ekonomisk liberalism är en ekonomisk teori som utvecklades under upplysningstiden på 1700-talet av tänkare som Adam Smith. Marknadsliberalismen förespråkade avskaffandet av den feodala ekonomin, merkantilismen, skråväsendet och ärftliga privilegier. I stället förespråkar marknadsliberalismen att ekonomisk makt och egendom ska kontrolleras av enskilda individer och företag med offentlig inblandning begränsad till att tillhandahålla ett juridiskt ramverk. 
Marknadsliberalismen blev en av de krafter som lade grunden för den industriella revolutionen och den fria marknad som växte fram under 1800-talet. Under början av 1900-talet ledde nationell protektionism och den stora depressionen till att marknadsliberalismen ifrågasattes. Keynesianismen förespråkade i stället statliga interventioner och blandekonomi.
Under 1970-talet steg åter intresset för marknadsliberalismen. Nationalekonomer som Friedrich von Hayek inspirerade Ronald Reagans och Margaret Thatchers ekonomiska politik. Marknadsliberalismen är en gren av liberalismen som utgår från den negativa frihetsdefinitionen. Marknadsliberaler är vanligtvis motståndare till en aktiv offentlig socialpolitik. 